# Саханд (эсминец)
«Саха́нд» (перс.  سهند‎) — новейший иранский эсминец, спущен на воду 1 декабря 2018 года в Персидском заливе. По классификации НАТО, относится к корветам.
«Саханд» (Sahand) стал первым эсминцем, построенным в Иране без помощи других государств, полностью спроектированным иранскими специалистами.
Эскадренный миноносец построен по заказу ВМС Ирана, сообщает информационное агентство Tasnim. Мощность этого эсминца в два раза превышает показатели эсминца «Джамаран» (Jamaran).
Эсминец «Саханд» способен находиться в море без дозаправки в течение пяти месяцев. Водоизмещение корабля — 1300 тонн, длина — 96 м, скорость — 25 узлов. Эсминец обладает малым радарным сечением, оснащен мощным противолодочным и противовоздушным оружием, в том числе зенитной артиллерией и ракетным оружием для поражения надводных целей.
Строительство корабля продолжалось 6 лет.
Эсминец «Саханд» войдет в состав Южного флота ВМС Ирана.
7 июля 2024 года эсминец Sahand опрокинулся в доке в Бендер-Аббасе на юге Ирана на берегу Персидского залива, где он стоял на ремонте.
Корабль потерял равновесие из-за попадания воды в цистерны и накренился. Есть пострадавшие.